# 2,5,5-trimetilheptano
El 2,5,5-trimetilheptano es un alcano de cadena ramificada con fórmula molecular C10H22. No se ha hallado, todavía, su descubridor.